# Abrodictyum asae-grayi
Abrodictyum asae-grayi är en hinnbräkenväxtart som först beskrevs av V. d. Bosch, och fick sitt nu gällande namn av Ebihara och K. Iwats. Abrodictyum asae-grayi ingår i släktet Abrodictyum och familjen Hymenophyllaceae. Inga underarter finns listade.